# Europarlamentari del Regno Unito della VII legislatura
Gli europarlamentari del Regno Unito della VII legislatura, eletti in seguito alle elezioni europee del 2009, sono stati i seguenti.

## Composizione storica
| Europarlamentare                  | Lista                                      | Gruppo    |
| --------------------------------- | ------------------------------------------ | --------- |
| John Stuart Agnew                 | Partito per l'Indipendenza del Regno Unito | EFD       |
| Marta Andreasen                   | Partito per l'Indipendenza del Regno Unito | EFD       |
| Richard Ashworth                  | Partito Conservatore                       | ECR       |
| Sir Robert Atkins                 | Partito Conservatore                       | ECR       |
| Gerard Batten                     | Partito per l'Indipendenza del Regno Unito | EFD       |
| Catherine Bearder                 | Liberal Democratici                        | ALDE      |
| Godfrey Bloom                     | Partito per l'Indipendenza del Regno Unito | EFD       |
| Sharon Bowles                     | Liberal Democratici                        | ALDE      |
| Philip Bradbourn                  | Partito Conservatore                       | ECR       |
| Andrew Henry William Brons        | Partito Nazionale Britannico               | NI        |
| John Bufton                       | Partito per l'Indipendenza del Regno Unito | EFD       |
| Martin Callanan                   | Partito Conservatore                       | ECR       |
| David Campbell Bannerman          | Partito per l'Indipendenza del Regno Unito | EFD       |
| Michael Cashman                   | Partito Laburista                          | S&D       |
| Giles Chichester                  | Partito Conservatore                       | ECR       |
| Derek Roland Clark                | Partito per l'Indipendenza del Regno Unito | EFD       |
| Trevor Colman                     | Partito per l'Indipendenza del Regno Unito | EFD       |
| Chris Davies                      | Liberal Democratici                        | ALDE      |
| Bairbre De Brún                   | Sinn Féin                                  | GUE/NGL   |
| Nirj Deva                         | Partito Conservatore                       | ECR       |
| Diane Dodds                       | Partito Unionista Democratico              | NI        |
| Andrew Duff                       | Liberal Democratici                        | ALDE      |
| James Elles                       | Partito Conservatore                       | ECR       |
| Jill Evans                        | Plaid Cymru                                | Verdi/ALE |
| Nigel Farage                      | Partito per l'Indipendenza del Regno Unito | EFD       |
| Vicky Ford                        | Partito Conservatore                       | ECR       |
| Jacqueline Foster                 | Partito Conservatore                       | ECR       |
| Ashley Fox                        | Partito Conservatore                       | ECR       |
| Julie Girling                     | Partito Conservatore                       | ECR       |
| Nick Griffin                      | Partito Nazionale Britannico               | NI        |
| Fiona Hall                        | Liberal Democratici                        | ALDE      |
| Daniel Hannan                     | Partito Conservatore                       | ECR       |
| Malcolm Harbour                   | Partito Conservatore                       | ECR       |
| Roger Helmer                      | Partito Conservatore                       | ECR       |
| Mary Honeyball                    | Partito Laburista                          | S&D       |
| Richard Howitt                    | Partito Laburista                          | S&D       |
| Ian Hudghton                      | Partito Nazionale Scozzese                 | Verdi/ALE |
| Stephen Hughes                    | Partito Laburista                          | S&D       |
| Syed Kamall                       | Partito Conservatore                       | ECR       |
| Sajjad Karim                      | Partito Conservatore                       | ECR       |
| Timothy Kirkhope                  | Partito Conservatore                       | ECR       |
| Jean Lambert                      | Partito Verde di Inghilterra e Galles      | Verdi/ALE |
| William Legge (William Dartmouth) | Partito per l'Indipendenza del Regno Unito | EFD       |
| Caroline Lucas                    | Partito Verde di Inghilterra e Galles      | Verdi/ALE |
| Baroness Sarah Ludford            | Liberal Democratici                        | ALDE      |
| Elizabeth Lynne                   | Liberal Democratici                        | ALDE      |
| George Lyon                       | Liberal Democratici                        | ALDE      |
| David Martin                      | Partito Laburista                          | S&D       |
| Linda McAvan                      | Partito Laburista                          | S&D       |
| Arlene McCarthy                   | Partito Laburista                          | S&D       |
| Emma McClarkin                    | Partito Conservatore                       | ECR       |
| Edward McMillan-Scott             | Partito Conservatore                       | ECR       |
| Claude Moraes                     | Partito Laburista                          | S&D       |
| Mike Nattrass                     | Partito per l'Indipendenza del Regno Unito | EFD       |
| Bill Newton Dunn                  | Liberal Democratici                        | ALDE      |
| James Nicholson                   | Conservatori e Unionisti dell'Ulster       | ECR       |
| Paul Nuttall                      | Partito per l'Indipendenza del Regno Unito | EFD       |
| Brian Simpson                     | Partito Laburista                          | S&D       |
| Nicole Sinclaire                  | Partito per l'Indipendenza del Regno Unito | EFD       |
| Peter Skinner                     | Partito Laburista                          | S&D       |
| Alyn Smith                        | Partito Nazionale Scozzese                 | Verdi/ALE |
| Struan Stevenson                  | Partito Conservatore                       | ECR       |
| Catherine Stihler                 | Partito Laburista                          | S&D       |
| Robert Sturdy                     | Partito Conservatore                       | ECR       |
| Kay Swinburne                     | Partito Conservatore                       | ECR       |
| Charles Tannock                   | Partito Conservatore                       | ECR       |
| Geoffrey Van Orden                | Partito Conservatore                       | ECR       |
| Derek Vaughan                     | Partito Laburista                          | S&D       |
| Diana Wallis                      | Liberal Democratici                        | ALDE      |
| Sir Graham Watson                 | Liberal Democratici                        | ALDE      |
| Dame Glenis Willmott              | Partito Laburista                          | S&D       |
| Marina Yannakoudakis              | Partito Conservatore                       | ECR       |

## Modifiche intervenute

### Liberal Democratici
- In data 06.02.2012 a Elizabeth Lynne subentra Phil Bennion.
- In data 08.03.2012 a Diana Wallis subentra Rebecca Taylor.

### Partito Verde di Inghilterra e Galles
- In data 02.06.2010 a Caroline Lucas subentra Keith Taylor.

### Sinn Féin
- In data 12.06.2012 a Bairbre De Brún subentra Martina Anderson.

### Europarlamentari eletti per effetto dell'attribuzione di seggi ulteriori
- In data 01.12.2011 è proclamata eletta Anthea McIntyre (Partito Conservatore, gruppo ECR).